# Epimecis masica
Epimecis masica là một loài bướm đêm trong họ Geometridae.